# Nzérékoré
Nzérékoré vagy N'Zérékoré város Guinea délkeleti részén, a Guineai-felvidék erdős területén. Fontos kereskedelmi központ a libériai Gantába, az elefántcsontparti Dananéba, valamint a guineai Macentába és Kankanba vezető utak találkozásánál. Az itt és a környéken élők elsősorban rizst, maniókát, borsot, dohányt, kóladiót és olajpálmát termesztenek, mely utóbbi terméséből és magjából pálmaolajat állítanak elő; ezekkel kereskednek a helyi vásárokon. A növénytermesztés mellett Nzérékoré ismert fafeldolgozó iparáról (fűrészüzem, furnérlemezgyár) is. Kereskedelmi központ jellegét mutatja az is, hogy faanyagot, olajpálmából készült termékeket és kávét is szállítanak innen a szomszédos Libéria fővárosának, Monroviának kikötőjébe. Nzérékoréban található kórház, valamint római katolikus misszió is; ez utóbbi jelentősége abban áll, hogy a guineaiak nagyrészt muzulmán vallásúak.
A városban és környékén főleg a gerze (kpelle), a mano (manon) és a kono (konon) nép él. Nzérékoré népessége az 1983-ban közzétett népszámlálási eredmények szerint 44 598 fő volt. Az 1996-os népszámlálás eredményei már 107 329 nzérékoréi lakosról tanúskodnak, míg Nzérékoré-Centre alprefektúrában ekkor 110 209-en laktak. A legutóbbi népszámlálás alapján, melynek eredményeit 2014 márciusában tettek közzé, a város népessége és az alprefektúra népessége már megegyezett, 194 178 fő volt.